# Tereșkî, Bar
Tereșkî (în ucraineană Терешки) este localitatea de reședință a comunei Tereșkî din raionul Bar, regiunea Vinnița, Ucraina.

## Demografie
Componența lingvistică a localității Tereșkî
     Ucraineană (99,4%)
     Alte limbi (0,4%)
Conform recensământului din 2001, majoritatea populației localității Tereșkî era vorbitoare de ucraineană (99,4%), existând în minoritate și vorbitori de alte limbi.